# Metyloamina
Metyloamina (metanoamina), CH
3NH
2 – organiczny związek chemiczny należący do amin. Jest to trujący, bezbarwny, łatwopalny gaz o nieprzyjemnym zapachu zbliżonym do amoniaku i psujących się ryb. Temperatura topnienia wynosi −93 °C, zaś temperatura wrzenia (skraplania) −6 °C. Jest najprostszą pierwszorzędową aminą alifatyczną. Bardzo dobrze rozpuszcza się w wodzie, trochę gorzej w etanolu. Ze względu na swoje właściwości fizyczne, metyloaminę zazwyczaj przechowuje się albo skroploną w ampułach, albo częściej w postaci soli np. chlorowodorku metyloaminy (higroskopijne ciało stałe) o wzorze (CH
3NH
3)Cl. Handlowo dostępna jest także jako 40% roztwór wodny.
Znalazła liczne zastosowania w przemyśle syntez organicznych (barwników i garbników), w preparatyce farmaceutycznej i syntezie chemicznej (do produkcji pestycydów, surfaktantów i przyspieszaczy). W postaci skroplonej stosowana jako rozpuszczalnik.
Podobnie jak większość amin, metyloamina jest toksyczna.